# Sakurai Shogo
Shogo Sakurai (sinh ngày 3 tháng 4 năm 1984) là một cầu thủ bóng đá người Nhật Bản.

## Sự nghiệp câu lạc bộ
Shogo Sakurai đã từng chơi cho Mito HollyHock.